# 関嶺プイ族ミャオ族自治県
関嶺プイ族ミャオ族自治県（かんれい-ブイぞく-ミャオぞく-じちけん）は中華人民共和国貴州省安順市に位置する自治県。

## 歴史

### 中華人民共和国
2015年1月17日、当該県に位置する世界一高いつり橋になる花江峡谷大橋が接合を終えた。

## 行政区画
下部に4街道、9鎮、1郷を管轄する。
- 街道
  - 関索街道、頂雲街道、竜潭街道、百合街道
- 鎮
  - 永寧鎮、崗烏鎮、上関鎮、坡貢鎮、白水鎮、新鋪鎮、沙営鎮、花江鎮、断橋鎮
- 郷
  - 普利郷

## 交通

### 鉄道
- 中国鉄路総公司
  - 滬昆旅客専用線

（昆明方面）- 関嶺駅 -（貴陽方面）

### 道路
- 高速道路
  - 滬昆高速道路
- 国道
  - G320国道